# Strà
 Strà  je italské město v oblasti Benátsko v provincii Benátky na Riviera del Brenta. Protéká zde řeka Brenta. Město je slavné především pro svůj architektonický skvost – Villu Pisani.

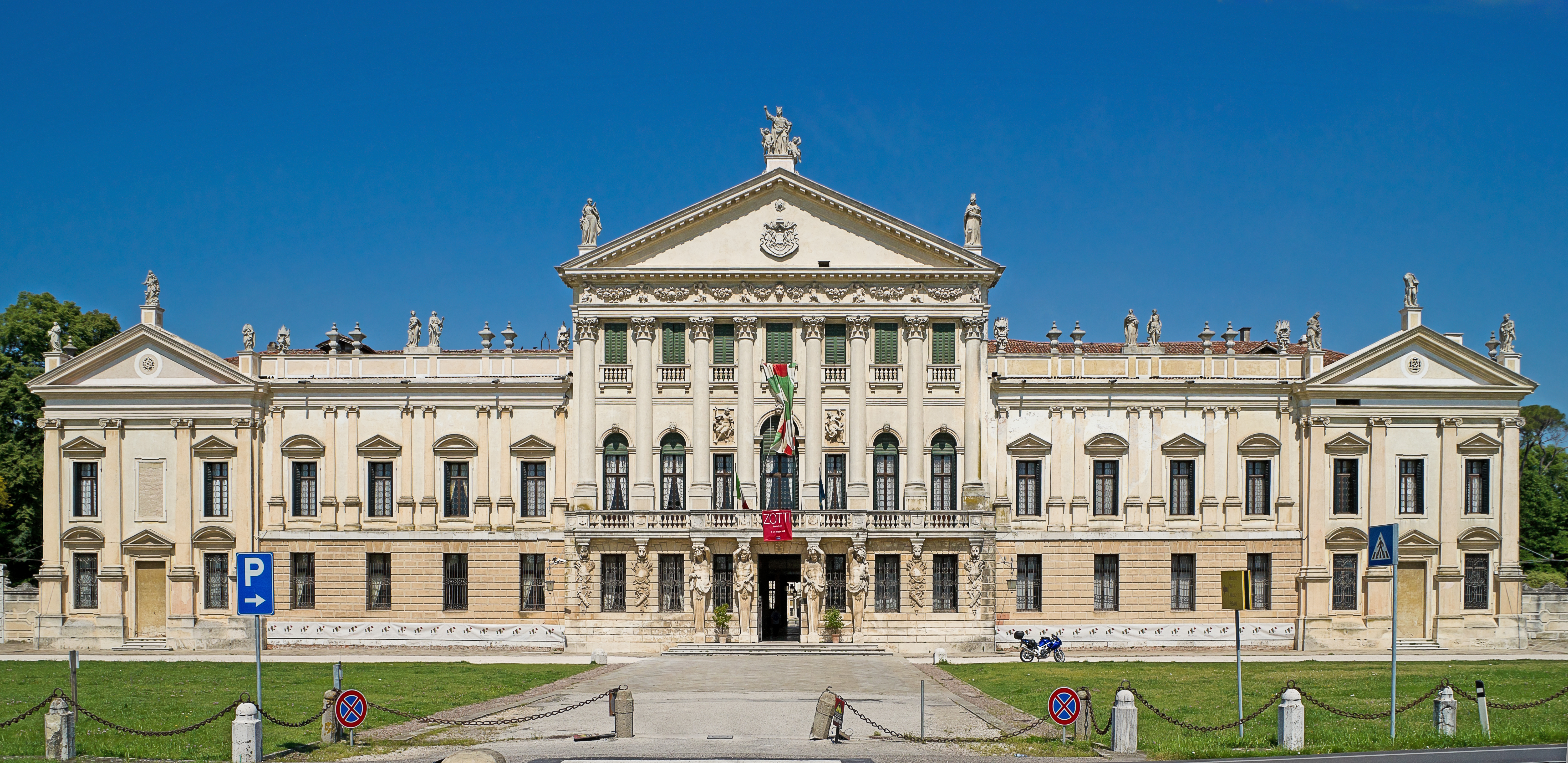
Villa Pisani - Fasáda.

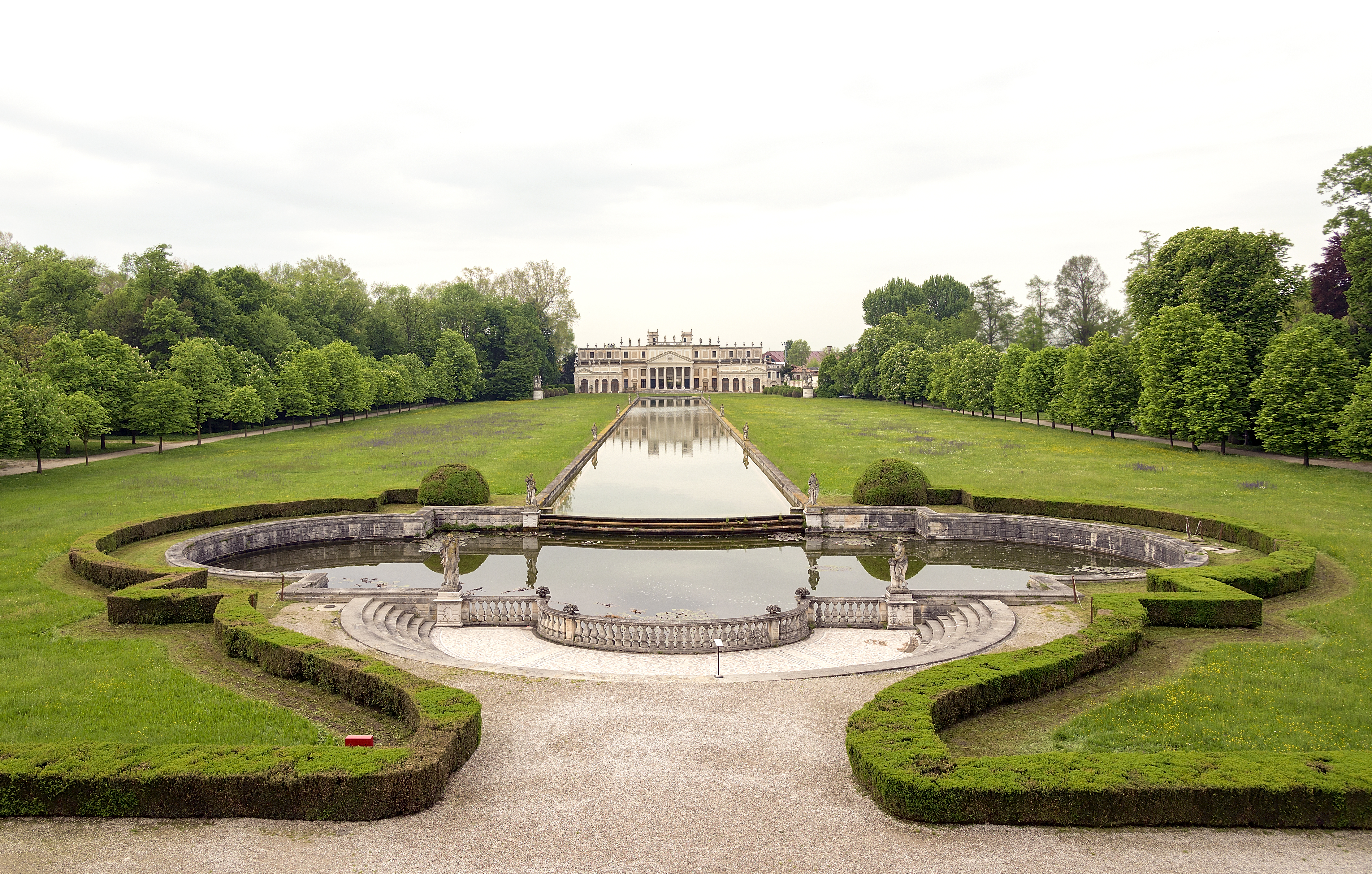
Villa Pisani - Rybníky a stáje.

## Název města
Název města vychází z latinského strata, "dlážděná cesta". V římské epoše touto oblastí procházela vojenská cesta, která spojovala Padovu, Altino a Aquileiu.

## Villa Pisani
Když bylo v 16. století rozhodnuto, že nové koryto řeky Brenty bude vybudováno u obce Strà, zněnilo se město ve svého druhu "rekreační zónu". Bohaté benátské rodiny si zde začaly stavět své nádherné vily, jejichž počet jde do desítek. Nejslavnější z nich ale přece jenom zůstává Villa Pisani (také známá jako Villa Nazionale), postavená v 18. století. V jejím tanečním sále je nástropní malba od Giovanni Battista Tiepolo Oslava rodu Pisani, která je jedním z jeho vrcholných děl. Nádherný je také park, který budovu obklopuje – kdysi dějiště velkolepých nočních slavností při lampionech, koncertů apod., ale také v roce 1934 místo prvního setkání Hitlera s Mussolinim.